# Добиндол
Добиндол (словен. Dobindol) је насељено место у општини Долењске Топлице, регија Југоисточна Словенија, Словенија.

## Историја
До територијалне реорганизације у Словенији био је у саставу старе општине Ново Место.

## Становништво
У попису становништва из 2011. године, Добиндол је имао 115 становника.
| Број становника према пописима | Број становника према пописима | Број становника према пописима |
| ------------------------------ | ------------------------------ | ------------------------------ |
| 1991                           | 2002                           | 2011                           |
| 117                            | 117                            | 115                            |

Напомена: Године 1953. повећано за насеље Плеш, које је укинуто. У 2011. повећано за део насеља Уршна села (Ново Место).